# ژیرو، اندر
ژیرو، اندر (به فرانسوی: Giroux) یک کمون در فرانسه است که در اندر واقع شده‌است. ژیرو ۲۳٫۴۸ کیلومتر مربع مساحت و ۱۲۳ نفر جمعیت دارد و ۱۵۰ متر بالاتر از سطح دریا واقع شده‌است.